# Tomislav Kiš
Tomislav Kiš (Zagreb, 4 april 1994) is een Kroatisch voetballer die bij voorkeur als aanvaller speelt. Hij speelt sinds augustus 2019 voor FK Žalgiris.

## Clubcarrière
Kiš speelde in de jeugd bij NK Dubrava, GNK Dinamo Zagreb, NK Croatia Sesvete en HNK Hajduk Split. In januari 2012 haalde toenmalig coach Krasimir Balakov hem bij het eerste elftal. Op 2 maart 2012 debuteerde hij in het eerste elftal tegen NK Zagreb. Op 3 november 2012 scoorde hij zijn eerste doelpunt in de Prva HNL tegen NK Zadar. In maart 2014 eindigde het seizoen voor Kiš door een blessure tijdens een wedstrijd in de Druga HNL tijdens zijn huurperiode bij HNK Gorica. In december 2014 keerde hij terug naar Split. Vervolgens werd de aanvaller opnieuw uitgeleend, dit keer aan NK Zavrč. Hierna keerde hij terug in het eerste elftal van HNK Hajduk Split in juli 2015. In augustus 2015 verklaarde de vertegenwoordiger van Kiš, Robert Novosel, dat Kiš en zijn team niet tevreden waren met het nieuwe contractaanbod van Hajduk Split. Volgens Novosel zal Kiš nu een nieuwe club zoeken. Niet lang daarna werd KV Kortrijk de nieuwe bestemming van de Kroatische aanvaller.
Op 8 augustus 2016 maakt Cercle Brugge, dat uitkomt in de eerste klasse B, via haar website bekend dat Tomislav Kiš tot het einde van het seizoen op uitleenbasis heeft getekend. In de overeenkomst werd ook een aankoopoptie voorzien.
In december 2020 tekende een contract met Vilnius Žalgiris.
Totaal voor 2019 A lyga heeft 31 wedstrijden gespeeld in een seizoen. Hij scoorde 27 doelpunten en werd de topscorer van de competitie in 2019.
Januari 2020. naar verluidt is de speler een jaar geleend aan de Seongnam Club in Zuid-Korea, met de optie om later een voetballer te kopen.

## Interlandcarrière
Kiš kwam uit voor diverse Kroatische jeugdelftallen. Hij debuteerde in 2013 in Kroatië -21. In augustus 2015 werd de Kroaat opgeroepen door trainer Nenad Gračan voor Jong Kroatië voor de eerste kwalificatiewedstrijden tegen Jong Georgië en Jong Estland in september 2015.